# Gabriel (Rakete)
Die Gabriel ist eine Anti-Schiff-Rakete, die von der Israel Aerospace Industries (IAI) und MBT Israel Aircraft Industries (MBT) im Auftrag der israelischen Streitkräfte entwickelt wurde.

## Entwicklung
Im Jahr 1959 lief das Projekt zur Entwicklung einer neuen Anti-Schiff-Rakete, nachdem ein seit 1954 laufendes Projekt den Landstreitkräften zu wenig erfolgversprechend erschienen war. Die größten Herausforderungen waren dabei die Elektronik und das Zielsystem. Die Vorstufen der Gabriel wurden noch als „Looz“ bezeichnet und waren ferngelenkt. Während der ersten Flugtests wurde die ausgemusterte Fregatte INS Misgav als Ziel benutzt. 
Die Lenkung war unbefriedigend und wurde für die Gabriel automatisiert mit einem Höhenmesser und der halbaktiven Radar-Steuerung. Am 7. April 1969 wurde die Entwicklung mit einem finalen Test abgeschlossen, bei welchem der ausgemusterte Zerstörer Haifa versenkt wurde.
Als die Gabriel im Mai 1970 das erste Mal der Öffentlichkeit vorgestellt wurde, war sie die erste Anti-Schiff-Rakete der Welt, die als Sea Skimmer bezeichnet werden konnte. Drei Jahre später konnte sie während des Jom-Kippur-Krieges in der Schlacht von Latakia ihre damals einzigartige Fähigkeit bei der israelischen Marine unter Beweis stellen.
Die erste Gabriel war im Prinzip eine von Schiffen eingesetzte Boden-Boden-Rakete. Ausgerüstet war sie mit einem Feststoffraketen-Motor, der ihr eine Reichweite von 20 km und eine Höchstgeschwindigkeit von Mach 0,6 ermöglichte. Das Gesamtgewicht lag bei 430 kg, wobei 100 kg auf den Gefechtskopf entfielen.

## Gabriel Mk 2
Bei der Gabriel Mk 2 (oder Gabriel II) handelt es sich um eine Version mit von 20 km auf 36 km verbesserter Reichweite. Sie ist einen Zentimeter länger (3360 mm) und wiegt 520 kg.

## Gabriel Mk 3 / AS
Die Gabriel Mk3 (oder Gabriel III) existiert in zwei Versionen. Die erste ist schiffsgestützt. Bei der zweiten handelt es sich um eine luftgestützte Variante, auch Gabriel Mk 3 A/S (Gabriel III A/S) genannt, wobei A/S für Air/Surface steht.
Beide Raketen verfügen über ein aktives Radar mit zwei Modi: Fire and Forget und Fire and Update. Beim Fire-and-Update-Modus holt sich die Rakete in regelmäßigen Abständen neue Zielinformationen von der Startplattform, um gegebenenfalls eine Kurskorrektur vorzunehmen.
Die normale Mk3 und die A/S erreichen eine Höchstgeschwindigkeit von Mach 0,7 und tragen einen 150-kg-Gefechtskopf. Ebenfalls gleich ist der Durchmesser des Körpers. Sonst unterscheiden sie sich zum Teil. Die schiffsgestützte Version ist 30 mm kürzer (3750 mm), 30 kg leichter (560 kg) und verfügt über eine verringerte Reichweite von 36 km. Sie hat eine größere Flügelspannweite von 1320 mm.
Technische Daten Mk 3 A/S 
- Länge: 3780 mm
- Spannweite: 1080 mm
- Durchmesser: 330 mm
- Gewicht: 590 kg
- Gefechtskopf: 150 kg
- Reichweite: 60 km

## Gabriel Mk 4
Die Gabriel Mk 4 (Gabriel IV oder Gabriel IVLR) ist die Langstrecken-Version der Gabriel. Um ihr eine Reichweite von 200 km zu ermöglichen, wurde sie mit einem Turbojet ausgestattet. Sie ist schwerer und auch größer als ihre Vorgänger; neben einem hochexplosiven Gefechtskopf trägt sie auch einen mit 150 kg Submunition.
Technische Daten
- Reichweite: 200 km
- Gewicht: 960 kg
- Gefechtskopf: 240 kg
- Länge: 4700 mm
- Durchmesser: 440 mm
- Spannweite: 1600 mm

## Gabriel 5
Seit 2007 wurde unter dem Projektnamen Advanced Naval Attack Missile die fünfte Generation der Gabriel entwickelt. Bei der Gabriel 5 handelt es sich um eine verbesserte Ausführung der Gabriel Mk 4. Gabriel 5 verwendet eine verbesserte Lenkeinheit mit INS und GPS. Im Navigationssystem können verschiedene Wegpunkte programmiert werden. Neben Seezielen kann Gabriel 5 auch gegen Landziele eingesetzt werden. Gabriel 5 war in den späten 2000er-Jahren einsatzbereit.
Technische Daten
- Reichweite: über 200 km
- Gewicht: 1250 kg
- Länge: 5500 mm

weitere Spezifikationen sind unbekannt

## Sea Serpent & Blue Spear
Die Sea Serpent basiert auf der Gabriel 5-Lenkwaffe und wurde im Jahr 2021 vorgestellt. Sie wird zusammen von der Thales Group und Israel Aerospace Industries (IAI) im Rahmen des Interim Surface-to-Surface Guided Weapon (I-SSGW) für die Royal Navy entwickelt. Die Ausführung Blue Spear wurde 2022 vorgestellt und wird für Finnland und Estland entwickelt. Sea Serpent / Blue Spear hat eine Länge von 5,5 m und ein Gewicht von 1250 kg. Die Reichweite soll bei rund 290 km liegen.

## Einsatzländer
Chile
- Chile hat in mehreren Tranchen 16 Gabriel 1 (1979) und 36 Gabriel 2 (1989, 1997) gekauft.[5]

 Ecuador
Im Jahr 1980 wurden 25 Gabriel 2 geliefert.
 Finnland
Die Gabriel 5 ersetzt in Finnland die RBS15. Die Gabriel 5 wird in Finnland SSM-2020 bezeichnet.
 Israel
Verschiedene Ausführungen der Gabriel befinden sich in Israel im Einsatz.
 Kenia
Israel lieferte 30 Gabriel 2 im Jahr 1982.
 Mexiko
Die mexikanische Marine kaufte im Jahr 2004 für 60 Millionen US-Dollar 16 Gabriel 2 und zwei Startcontainer.
 Singapur
In den Jahren 1972 bis 76 wurden 90 Gabriel 1 geliefert. Sie wurden mittlerweile ausgemustert.
 Südafrika
175 Gabriel 2 wurden 1977 gekauft. Diese werden in der Marine als Skerpioen bezeichnet. Im Jahr 2001 wurde beschlossen, sie durch Exocet MM40 Block 2 zu ersetzen.
 Sri Lanka
Israel lieferte im Jahr 2000 16 Gabriel 2. Diese werden auf den Raketenschnellbooten SLNS Nandimithra und SLNS Suranimala eingesetzt.
 Taiwan
Einige der 500 gelieferten Gabriel 2 dienten als Inspiration für die Hsiung Feng I.
 Thailand
1976 wurden an Thailand 30 Gabriel 1 geliefert.